# Snake Eyes: G.I. Joe Origins
Snake Eyes: G.I. Joe Origins ist ein Science-Fiction-Abenteuer von Robert Schwentke aus dem Jahr 2021. Der Film beruht, wie die Vorgängerfilme, auf dem „G.I.-Joe“-Spielzeugfranchise und ist der Auftaktfilm im angekündigten Hasbro Cinematic Universe.

## Handlung
Ein Kind erlebt, wie sein Vater von Verfolgern gestellt wird. Er kann um sein Leben würfeln, wirft jedoch einen Einer-Pasch (auf Englisch snake-eyes genannt). Der Vater lenkt die Eindringlinge ab, sodass das Kind flüchten kann. Er selbst jedoch wird erschossen, das Haus angezündet.
20 Jahre später: Das Kind ist erwachsen und nennt sich Snake-Eyes. In einer Kampfarena steckt er eine Serie eigentlich tödlicher Hiebe ein, dreht jedoch den Kampf und gewinnt. Kenta Takamura rekrutiert ihn mit dem Versprechen, ihn zu den Mördern seines Vaters zu führen. Als er einen Verräter exekutieren soll, rettet er diesen stattdessen. Es ist Tommy, Enkel seiner Clan-Chefin. Er möchte Snake-Eyes als Leibwächter haben. Dafür muss dieser aber drei Prüfungen bestehen. Mit der Aussicht endlich Heimat zu finden, lässt er sich darauf ein.
Zwischen den Prüfungen trifft er nachts Kenta; dieser hat ihn absichtlich eingeschleust, um an ein mächtiges Objekt in deren Haus zu kommen. Er hält seine Hoffnung wach, die Mörder seines Vaters zu finden. Snake-Eyes scheitert bei der dritten Prüfung, wird allerdings von Akiko gerettet.
Snake-Eyes stiehlt den magischen Edelstein und übergibt ihn Kenta. Als er dem Mörder seines Vaters begegnet, erkennt er, dass dieser im Auftrag Kentas gehandelt hat. Er lässt ihn leben und macht sich auf den Weg, Kenta den Stein wieder abzunehmen. Dieser verwendet ihn als Wunderwaffe, um den Clan von Tommy auszurotten.
Die Baroness, Scarlett und Snake-Eyes verbünden sich mit Tommy, Akiko und dem Clan und nehmen Kenta den Stein wieder ab. Dabei verwendet Tommy den Stein, um Kenta zu töten. Das gelingt ihm zwar nicht, jedoch wird ihm daraufhin die Leitung des Clans verwehrt. Dieser muss den Stein schützen, dürfe ihn aber nicht nutzen.
Empört sagt er sich von seiner Familie los und droht Snake-Eyes, ihn bei der nächsten Begegnung zu töten. Nach dem Nachspann wird er von The Baroness rekrutiert und gibt sich den Namen Storm Shadow.
Kenta stirbt in der Schlangengrube, in die ihn Snake-Eyes zieht. Dieser besteht diesmal die Prüfung, die Schlangen erkennen sein nun reines Herz und tun ihm nichts. Scarlett eröffnet ihm, dass sein Vater ein Joe war, und übergibt ihm die Rüstung, mit der er von nun an als Snake-Eyes auftritt.

## Produktion
Der Film beruht, wie die Vorgängerfilme G.I. Joe – Geheimauftrag Cobra und G.I. Joe – Die Abrechnung, auf dem „G.I.-Joe“-Spielzeugfranchise und ist der Auftaktfilm im angekündigten Hasbro Cinematic Universe. Eine direkte Fortsetzung ist mit G.I. Joe: Ever Vigilant geplant. Ray Park, der den Titelhelden Snake Eyes in den beiden vorherigen G.I.-Joe-Filmen spielte, wird im Spin-off nicht zurückkehren, da er laut Produzent Lorenzo di Bonaventura zu alt für die Rolle ist.
Regie führte Robert Schwentke, das Drehbuch schrieb Evan Spiliotopoulos.
Die Dreharbeiten fanden von Mitte Oktober bis Anfang Dezember 2019 in Tokio und in den Mammoth Studios in Burnaby im kanadischen British Columbia statt. Als Kameramann fungierte Bojan Bazelli.
Die Filmmusik komponiert Martin Todsharow, mit dem Schwentke bereits für Der Hauptmann zusammenarbeitete. Das Soundtrack-Album mit insgesamt 44 Musikstücken soll am 23. Juli 2021 von Paramount Music als Download und zu einem späteren Zeitpunkt von La-La Land Records als CD veröffentlicht werden.
Ein Trailer samt Filmposter wurde am 16. Mai 2021 veröffentlicht. Der Film sollte ursprünglich im Oktober 2020 in die deutschen und US-amerikanischen Kinos kommen, wurde im Zuge der COVID-19-Pandemie allerdings zunächst auf den 22. Oktober 2021 verschoben. Später wurde der US-Starttermin auf den 23. Juli 2021 vorgezogen. 45 Tage nach dem US-Kinostart soll der Film auch auf Paramount+ verfügbar sein. Der Start in Deutschland war am 19. August 2021.

## Rezeption

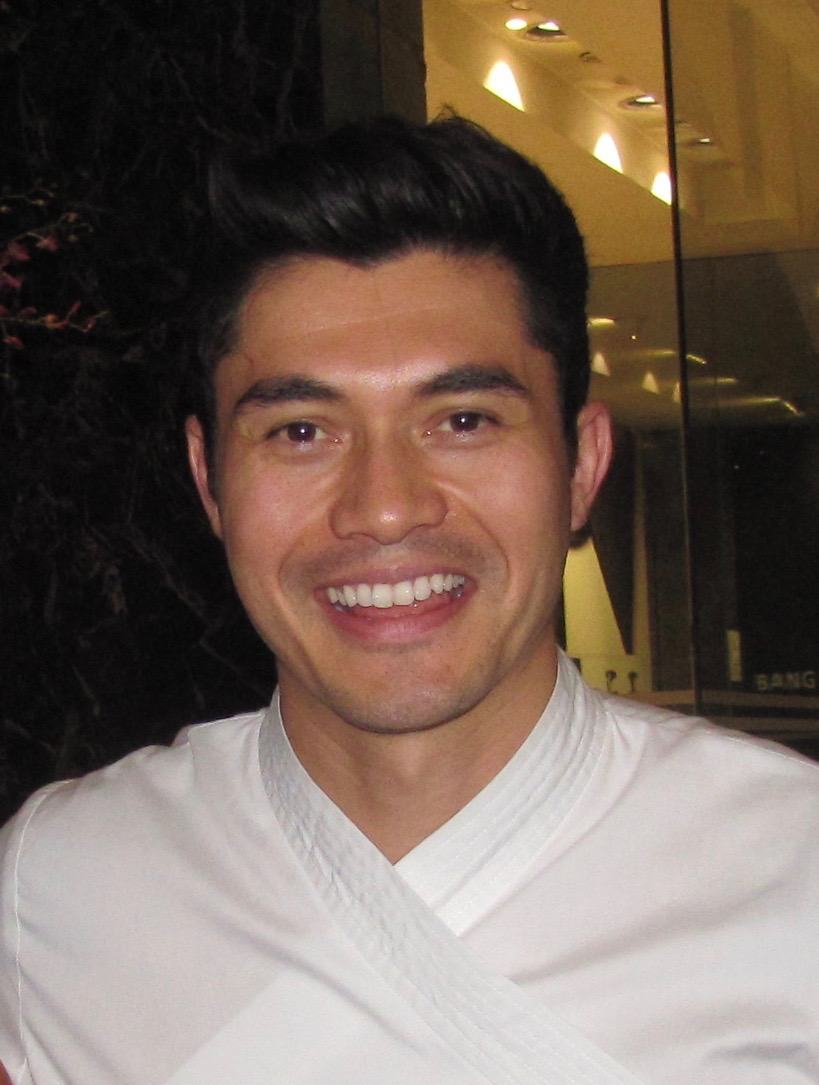
Henry Golding spielt in der Titelrolle G.I. Joe

### Kritiken
Der Film stieß bislang bei den Kritikern auf geteiltes, tendenziell aber negatives Echo.
Dani Maurer von outnow.ch schreibt, Snake Eyes: G.I. Joe Origins mache für einen Actionfilm nicht viel falsch, verspiele aber die Geheimnistuerei, die um den Titelcharakter gemacht wurde, praktisch völlig. Schlussendlich sei aus dem Film eine nette Sache geworden, die den Fans gefallen dürfte, aber dem Franchise keinen weiteren Schub verpasst. Henry Golding in der Titelrolle verkörpere den jungen Kämpfer mit viel Wucht und Intensität, seine Actionmomente seien solide in Szene gesetzt und die Fights machten Spaß, das Geheimnisvolle, das diese Figur bislang umweht hat, gehe jedoch komplett verloren.

### Einspielergebnisse
Die weltweiten Einnahmen des Films aus Kinovorführungen belaufen sich auf 40 Millionen US-Dollar. Somit hat er ungefähr die Hälfte seines geschätzten Produktionsbudgets von 88 Millionen US-Dollar eingespielt.